# قسم خنجشت الريفي (مقاطعة إقليد)
قسم خنجشت الريفي (بالفارسية: دهستان خنجشت) هي منطقة ريفية تقع في قسم في إيران. يقدر عدد سكانها بـ 8,385 نسمة .